# チザルピーノ
チザルピーノ（Cisalpino）は、1993年から2009年までの間に列車を運行していた鉄道会社（Cisalpino AG）。または、その会社が運行していたドイツ、スイス、イタリアを結ぶ特急列車の愛称である。チザルピーノは「アルプスのこちら側」を意味するイタリア語・男性形で、「こちら側」とは具体的にはイタリア側（南側）を指す（ガリア・キサルピナ参照）。cis-はラテン語で「こちら側」「同じ側」、alpinoがアルプスを指す。

## 概要

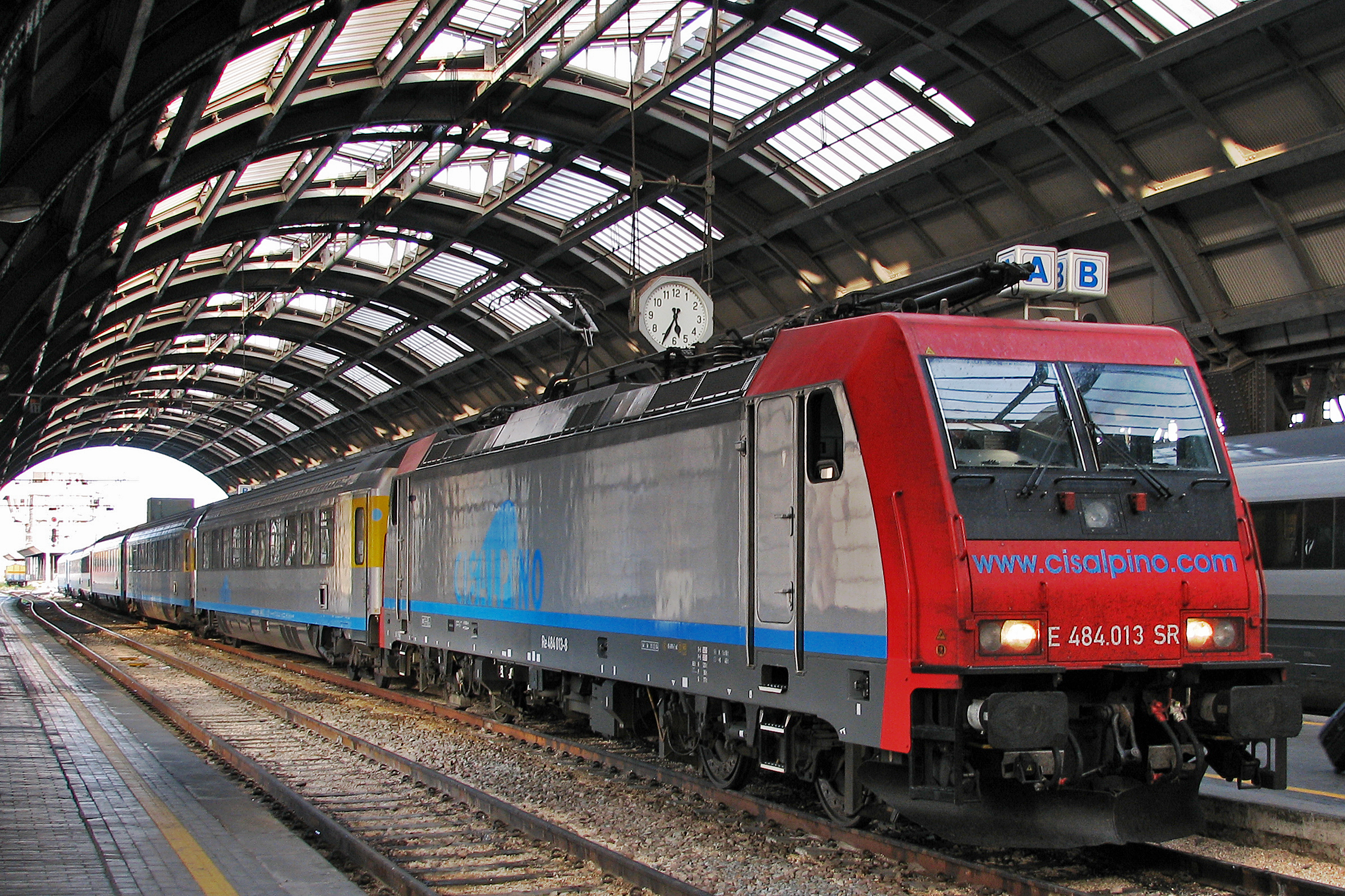
チザルピーノがリースしたRe484形と客車による列車

スイスのスイス連邦鉄道とイタリアのトレニタリアが共同出資して1993年に設立された鉄道会社で、設立当初はスイスの私鉄であるベルン-レッチュベルク-シンプロン鉄道（現BLS AG）も出資していた。本社はスイスのベルン。

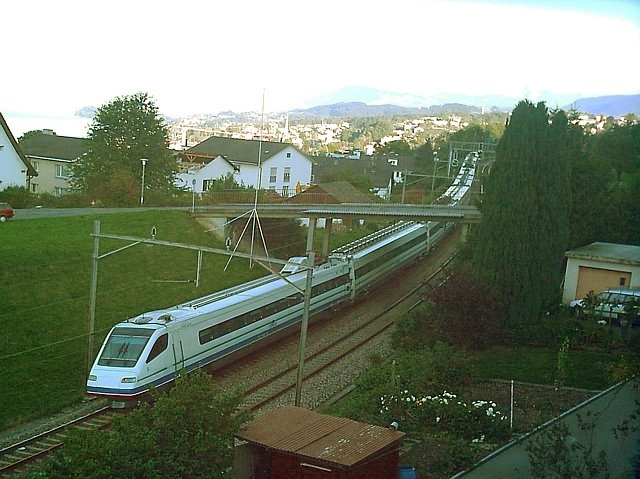
チザルピーノETR470形電車

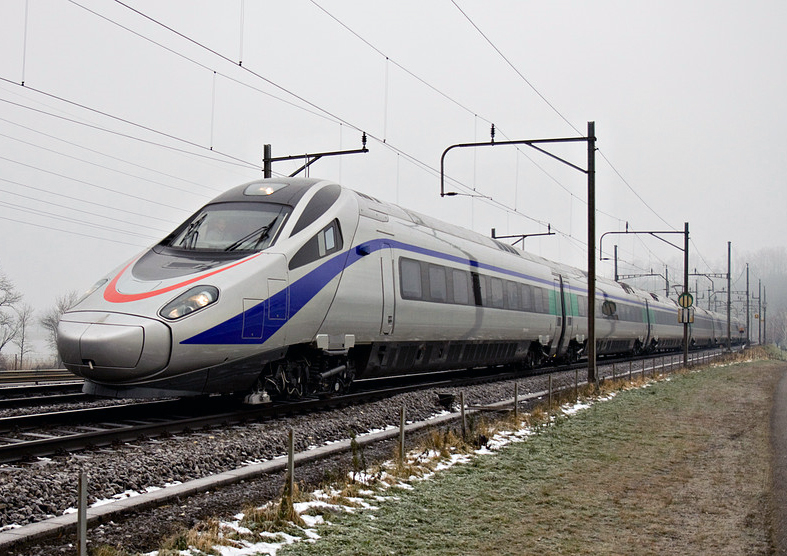
チザルピーノETR610形電車

2009年9月25日、チザルピーノ社の出資母体であるスイス連邦鉄道とトレニタリアはチザルピーノ社の運営を終了し、同社を解散すると発表した。これは、車両の故障や遅延が多発するなどの問題により、車両保守や輸送サービス水準について当初の合弁契約内容を遵守できなくなったためとしている。その後、2009年12月13日ダイヤ改正をもってチザルピーノ社の列車の運行は終了し、同改正以後のスイス・イタリア間の国際列車の運営は出資母体であるスイス連邦鉄道とトレニタリアが引継いで国境駅での責任分界が行われ、社員や車両の一部は、両鉄道事業者に配分された。

## 列車
列車としての「チザルピーノ」はスイス・イタリア間を結ぶ国際特急列車として、チザルピーノ社の運営により1996年に運行を開始し、当初は2カ国間だけの運行であったが、後にドイツのシュトゥットガルトまで直通しており、時刻表上では"CIS"の種別名が付けられていた。この列車は、従来の電気機関車が客車を牽引する方式ではなく、振り子機構を備えた動力分散方式の電車が投入されたことにより特にカーブが多い山岳線区においてスピードアップが図られ、従来のインターシティ（IC）・ユーロシティ（EC）よりも所要時間の短縮がなされており、ゴッタルド峠前後のループ線による山越えや、車窓から見えるレマン湖、コモ湖など、景色の見どころも多い路線を走行していた。
2006年12月10日ダイヤ改正における運転系統は以下の通り。同改正でドイツのシュトゥットガルトへの乗り入れが廃止されてドイツ国内からは撤退し、ドイツ国内はICE-Tに置き替えられた。
- シャフハウゼン（ドイツとスイスの国境駅）- チューリヒ - ミラノ - フィレンツェ - トリエステ
- ジュネーヴ/バーゼル - ミラノ - ヴェネツィア

2009年夏ダイヤ（2009年6月14日～12月12日）における運転系統は以下の通り。種別名は全て"CIS"。
＜シンプロン峠系統＞
- ジュネーブ - ミラノ（CIS35/40、1往復/日）
- ジュネーブ空港 - ジュネーブ - ミラノ - ヴェネツィア（CIS37/42、1往復/日）
- バーゼル - ベルン - ミラノ（CIS51/59/50/56、2往復/日）
- バーゼル - ベルン - ミラノ - ヴェネツィア - トリエステ（CIS57/52、1往復/日）

＜ゴッタルド峠系統＞
- チューリヒ - ルガーノ - ミラノ - フィレンツェ（CIS13/24、1往復/日）
- チューリヒ - ルガーノ - ミラノ（CIS15/19/23/14/18/22、3往復/日）
- ルガーノ - ミラノ（CIS17/21/25/151/12/16/20/158、4往復/日）

上記の列車は、振り子式電車によるものであるが、チザルピーノ社はこれらとは別にスイスとイタリアを結ぶインターシティ（IC）・ユーロシティ（EC）の運営も行っていた。こちらは電車ではなく、電気機関車（スイス連邦鉄道の貨物部門であるSBBカーゴのRe484形を借用）＋客車の編成であった。特に2005年12月以降は、シンプロン峠またはゴッタルド峠を越える全ての国際昼行列車（即ち、全てのCIS・EC列車）が、チザルピーノ社によって運営されていた。

2009年夏ダイヤ（2009年6月14日～12月12日）における、客車列車の運転系統は以下の通り。種別名は全て"EC"（ユーロシティ）。
＜シンプロン峠系統＞
- ジュネーブ - ミラノ（EC125/127/129/120/122/124、3往復/日）

＜ゴッタルド峠系統＞
- ベッリンツォーナ - ルガーノ - ミラノ（EC131/171/175/132/172/174/178、3往復/日、EC174は平日運転、EC178は土日曜運転、EC131はビアスカ発）

## 車両
1996年の運転開始当初以来、チザルピーノ社が保有するETR470形ペンドリーノが使用されていた。このETR470形は、アルプス越えでカーブの多い在来線でのスピードアップを図るための動力分散方式の振り子式電車で、走行区間がイタリアの直流電化区間とスイス・ドイツの交流電化区間にまたがるため、交直流対応で、二等車、食堂車を連結した9両編成となっている。
2008年12月14日ダイヤ改正よりETR470形の後継として、ETR610形（Cisalpino 2）と呼ばれる新型振子電車がチューリヒ - ミラノ間の系統に投入される予定であったが、試運転や調整に手間取ったため営業運転開始が大幅に遅れて2009年になって本来の性能を落としつつも、順次投入されていった。

## チザルピーノ社による運行の終了

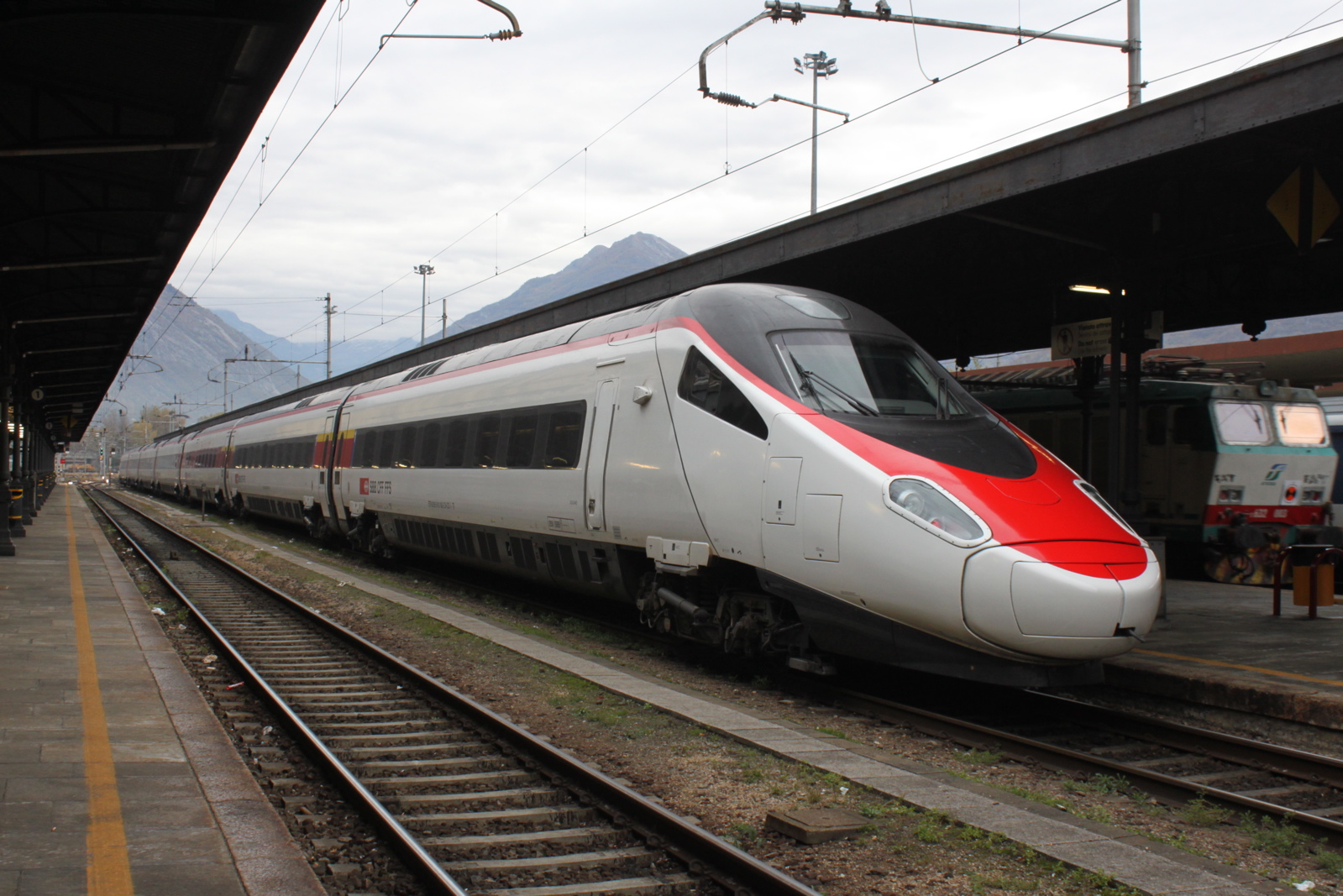
チザルピーノからスイス国鉄にリースされてスイス国鉄塗装となったETR610形電車

2009年12月13日ダイヤ改正で、チザルピーノ社としての運営は終了し、同社が所有していたETR470形は、出資していた2社に均等配分され、ETR610形はメーカー保証期間中はチザルピーノ社の所有のまま2社にリースされ、その後譲渡された。また、種別名は"CIS"から"EC"（ユーロシティ）となり、運転系統も3つに集約され、本数も削減された。また、同改正では、ETR610形が本格的に営業運転に投入されることになり、客車列車は全て電車に置き換えられて全ての列車が振り子式電車による運転となっており、シンプロン峠系統の7往復は全てETR610形、ゴッタルド峠系統の7往復は全てETR470形が使用されていた。
＜シンプロン峠系統＞
- ジュネーブ - ミラノ - ヴェネツィア（EC37/42、1往復/日）
- ジュネーブ - ミラノ（EC35/39/41/32/34/36、3往復/日）
- バーゼル - ベルン - ミラノ（EC51/57/59/50/52/56、3往復/日）

＜ゴッタルド峠系統＞
- チューリヒ - ルガーノ - ミラノ（EC13/15/17/19/21/23/25/12/14/16/18/20/22/24、7往復/日）